# Isacco
Isacco, est un chanteur, auteur-compositeur, producteur musical et professionnel de la logistique franco-rwandais né le 19 janvier 1991 à Kigali, au Rwanda.

## Biographie

### Enfance et formation
Né à Kigali, Isaac Murwanashyaka quitte en 1994 le Rwanda et grandit au Kenya. Il s’installe ensuite en France pour y poursuivre des études supérieures en logistique, tout en continuant à pratiquer la musique. Il travaille dans ce secteur dans plusieurs entreprises internationales.

### Carrière musicale
Isacco commence sa carrière solo en 2017 avec le single Nonaha (« Maintenant »).
En juillet 2025, il se produit au casino de Paris,.

### Engagement
Depuis 2013, Isacco participe chaque année au pèlerinage diocésain de l’Oise à Lourdes, accompagnant des personnes âgées ou en situation de handicap,.

### Distinctions
- 2016 : Meilleur artiste masculin de la diaspora – Nshuti Awards[9] ;
- 2017 : Meilleur artiste africain de la diaspora[9] ;
- 2022 : Meilleur artiste diaspora[10];
- 2023 : Meilleur artiste africain de la diaspora[9].

## Discographie

### Albums
- On s’amuse (2021)[11].

### Singles
- Nonaha (2017) ;
- Cheza (2018) ;
- Uko Ubikora (2020) ;
- Urampagije (2020) ;
- Malayika (2021) ;
- Inchallah (2021) ;
- Zunguza feat. Lil Saako (2021)[12].